# ラン・デヴィル・ラン
『ラン・デヴィル・ラン』（英語: Run Devil Run）は、1999年に発表されたポール・マッカートニーのカヴァー・アルバム、及び当アルバムのタイトル・ナンバー。

## 概要
1998年に乳癌により死去した妻リンダの生前の提案によって作られた、ロックンロールのカヴァー・アルバム。エルヴィス・プレスリー、カール・パーキンスといった、ポールに強い影響を与えたミュージシャン達のカヴァーに加え、「ラン・デヴィル・ラン」、「ワット・イット・イズ」、「トライ・ノット・トゥ・クライ」の3曲の新曲が収められている。カヴァーされた楽曲は、今日スタンダードとしてよく知られているものは少なく、あえてシングルのB面曲のようなマイナーな曲も選ばれており、ポールのルーツを垣間見ることができる。
ピンク・フロイドのデヴィッド・ギルモア、ミック・グリーン、デイヴ・マタックス、ディープ・パープルのイアン・ペイスなど実力派がバックを務め、迫力ある演奏と、若返った感のあるポールの力強いヴォーカルがこの作品の大きな魅力である。プロデューサーは、ウイングスの『バック・トゥ・ジ・エッグ』以来の参加となるクリス・トーマス。

## 収録曲
1. ブルー・ジーン・ボップ - "Blue Jean Bop"（オリジナル：ジーン・ヴィンセント）
2. シー・セッド・イェー - "She Said Yeah"（オリジナル：ラリー・ウィリアムズ）
3. オール・シュック・アップ - "All Shook Up"（オリジナル：エルヴィス・プレスリー）
4. ラン・デヴィル・ラン - "Run Devil Run"（新曲）
5. ノー・アザー・ベイビー - "No Other Baby"（オリジナル：バイパース）
6. ロンサム・タウン - "Lonesome Town"（オリジナル：リッキー・ネルソン）
7. トライ・ノット・トゥ・クライ - "Try Not to Cry"（新曲）
8. ムービー・マッグ - "Movie Magg"（オリジナル：カール・パーキンス）
9. ブラウン・アイド・ハンサム・マン - "Brown Eyed Handsome Man"（オリジナル：チャック・ベリー）
10. ワット・イット・イズ - "What It Is"（新曲）
11. コケット - "Coquette"（オリジナル：ファッツ・ドミノ）
12. アイ・ガット・スタング - "I Got Stung"（オリジナル：エルヴィス・プレスリー）
13. ハニー・ハッシュ - "Honey Hush"（オリジナル：ジョー・ターナー）
14. シェイク・ア・ハンド - "Shake a Hand"（オリジナル：フェイ・アダムズ）
15. パーティ - "Party"（オリジナル：エルヴィス・プレスリー）
16. ファビュラス - "Fabulous"（オリジナル：チャーリー・グレイシー）
限定7”シングル・ボックス、iTunes Store販売版のボーナス・トラック

## 演奏者
- ポール・マッカートニー - Bass, additional guitars, vocals.
- デヴィッド・ギルモア - Guitars, backing vocals.
- ミック・グリーン - Guitars.
- ピート・ウィングフィールド - Keyboards.
- イアン・ペイス - Drums.
- デイヴ・マタックス - Drums on "All Shook Up" and "Try Not to Cry".